# Branch Davidian Seventh-day Adventist Association
Branch Davidian Seventh-day Adventist Association (BDSAA) är en av de davidianska kyrkor som bygger på Victor Houteffs läror, och har sina rötter i dennes General Association of Davidian Seventh-day Adventists (GADSA).
Efter Houteffs död 1955 lämnade Benjamin L Roden GADSA, slog sig ner på det landområde, utanför Waco i Texas, som härbärgerat GADSA:s ursprungliga högkvarter, Mount Carmel och bildade BDSAA.
Vid Rodens död 1978 gjorde såväl hans änka Lois, som sonen George anspråk på att ta över ledarskapet över kyrkan. Lois drog dock det längsta strået i denna ledarstrid.
1981 anslöt sig Vernon Wayne Howell till BDSAA, 1983 fick han Lois Rodens tillåtelse att predika inom rörelsen men redan året därpå uppstod en konflikt mellan de båda och Howell (som senare kom att ta namnet David Koresh) lämnade Mount Carmel och bildade sin egen utbrytarkyrka, Davidian Branch Davidian Seventh-Day Adventists.